# Kırık Kalpler Durağında
Albums de Candan Erçetin
Aman Doktor Aranjman 2011
Kırık Kalpler Durağında est un album de la chanteuse turque Candan Erçetin sorti le 16 décembre 2009, après "5 ans 5 mois et 27 jours" d'attente ("Tam 5 yıl, 5 ay, 27 gündür susuyorum").

## Liste des chansons
1. Kırık Kalpler Durağında (A l'arrêt des Cœurs brisés) (paroles-musique: Candan Erçetin)
2. Git (Pars) (paroles : Cemal Safi - musique: Candan Erçetin)
3. Kader (paroles-musique: Candan Erçetin)
4. Unutama Beni (paroles-musique: Semi Diriker)
5. Vallahi (paroles : Candan Erçetin - musique: Candan Erçetin, Alper Erinç)
6. Yalvaramam (Je ne peux pas supplier) (paroles : Candan Erçetin - musique: Santander/Flavio)
7. Gözler (Les yeux) (paroles : Candan Erçetin - musique: Candan Erçetin, Alper Erinç)
8. Türkü (Chanson populaire -turque) (paroles : Neyzen Tevfik, Ömer Hayyam - musique: Candan Erçetin)
9. Vay Halime (paroles : Candan Erçetin - musique: anonyme)
10. Unutursun (Tu oubliras) (paroles-musique: Candan Erçetin)
11. Bahar (Printemps) (paroles : Ayşe Kulin - musique: Candan Erçetin)
12. Kimin Doğrusu (paroles : Candan Erçetin - musique: Nurettin Irmak)
13. Özür Dilerim (Je te demande pardon) (paroles : Candan Erçetin - musique: Mustafa Süder)
14. Nedense Sustum (paroles : Sinan - musique: Candan Erçetin, Alper Erinç)
15. Ben Kimim ? (Qui suis-je?) (paroles-musique: Candan Erçetin)
16. Ninni (Berceuse) (paroles : Aylin Atalay, Candan Erçetin, anonyme - musique: anonyme)

## Sources
Présentation de l'album sur le site CandanErçetin.com.tr